# Mittweida (distrito)
Mittweida foi um distrito (kreis ou landkreis) da Alemanha até 31 de julho de 2008. Estava localizado na região de Chemnitz, no estado da Saxônia.